# Сіннатамбі Раджаратнам
Сіннатамбі Раджаратнам (Sinnathamby Rajaratnam, частіше «S. Rajaratnam», 25 лютого 1915 — 22 лютого 2006) — перший міністр закордонних справ незалежного Сінгапуру. Сподвижник Лі Куан Ю.

## Біографія

### Ранні роки
Був другим сином у родині тамілів. З'явився на світ на Шрі-Ланці, куди переїхала сім'я ненадовго за бажанням батька, щоб Раджаратнам народився на землі предків. Потім вони повернулися в Малайзію.
Навчався в Куала-Лумпурі і Сінгапурі. У 1937 вирушив до Лондона, щоб вчитися в коледжі. Проте Друга Світова війна завадила йому отримувати від сім'ї грошові перекази. Щоб заробити на життя, Раджарантам звернувся до журналістики і досяг успіху в написанні коротких історій, які публікував у пресі. Вони привернули увагу Дж. Орвелла і користувалися популярністю у публіки, як і його радіоп'єси:. Кращі потім було посмертно опубліковано повторно в 2011 році. У Лондоні майбутній міністр зустрів свою дружину, Пірошку Фешер, вчительку з Угорщини.
У 1948 повернувся в Сінгапур. Продовжив займатися журналістикою, писав для The Straits Times. Його колонка, присвячена критиці британської політики в Сінгапурі, була настільки популярна, що автора викликали в парламент для давання пояснень.

### Політична кар'єра
У 1954 році разом з Лі Куан Ю і кількома прихильниками заснував партію Народна дія. Організовував політичні кампанії проти лівих і входив у парламент.
У 1959 — міністр культури. У 1965 році Сінгапур отримує незалежність і Раджаратнам стає його першим міністром закордонних справ, обов'язки якого виконує до 1980 року. Одночасно в різні терміни поєднував з цією посадою кілька інших міністерських і урядових посад, а з 1980 по 1988 рік, коли остаточно відійшов від справ, був старшим міністром. У 1966 році склав текст Національної присяги Сінгапуру (Singapore National Pledge).
Перебуваючи на посаді міністра закордонних справ, Раджаратнам Сіннатамбі допоміг своїй країні вступити в ООН і Рух Неприєднання (з 1970). При ньому був створений з нуля сінгапурський МЗС, відкриті представництва в інших країнах. Вдалося також пройти через складні періоди конфронтації з сусідами і пережити виведення британських військ в 1970-х, з яким пов'язували численні побоювання.
У 1967 році Р. Сінатамбі став одним з п'яти «батьків-засновників» АСЕАН, а в 1978 році зробив зусилля, щоб привернути увагу міжнародної спільноти до вторгнення В'єтнаму в Камбоджу.
Виступав за багаторасове суспільство для Сінгапуру і проти преференцій для жінок, які мають дітей при вступі у вищі навчальні заклади. В останньому і деяких інших питаннях його погляди розходилися з думкою Лі Куан Ю.

### Подальше життя
Пішов з політики у 1988 році. До 1997 року працював в Інституті Досліджень Південно-Східної Азії (Institute of South East Asian Studies). З 2001 року не міг рухатися і говорити через деменцію, вперше діагностовану в 1994 році.

### Смерть
Помер у 2006. Тіло було кремовано після державного прощання. Прапори були приспущені, телеканали оголосили хвилину мовчання і вели потім прямі трансляції прощання з ексміністром, віддати данину поваги якому приїхали перші особи країни.

## Пам'ять
На честь політика були названі ряд об'єктів в Сінгапурі, включаючи корпус інституту і кілька науково-дослідних програм.